# Famille de Falguerolles
La famille de Falguerolles est une famille subsistante de la  noblesse française, originaire du diocèse de Nîmes et du Languedoc.

## Historique
Le premier membre connu est Étienne de Falguerolles, au XVIe siècle. La famille de Falguerolles tient son nom du château de Falguerolles détruit lors des guerres de Religion. Elle est de confession protestante, comme en témoigne Claude de Falguerolles, pasteur à Nîmes. Elle possède différents châteaux : le château de Gandels, le château de la Devèze (Tarn), la maison forte des Farguettes.
Elle est maintenue dans sa noblesse par arrêt du Conseil du 7 février 1624.
La famille de Falguerolles a vécu dans des terres protestantes. Elle est connue pour avoir donné des exemples de couples dont le mari abjure pour conserver son office tandis que la femme refusait la conversion ; également lorsque, pour fuir la dragonnade de Castres, le couple Dacier est l'instigateur de la conversion de Castres au catholicisme le 20 septembre 1685. Au XXIe siècle, Godefroy de Falguerolles, propriétaire du château de la Devèze est membre de la société de l'histoire du protestantisme français.

## Descendance d'Étienne de Falguerolles
- Étienne de Falguerolles ( -1504) épouse Catherine de Laversa.
  - Hippolite de Falguerolles ( -1569), écuyer. Il épouse Charlotte de Vignolles.
    - Claude de Falguerolles ( -1586), pasteur à Nîmes. Il épouse Jeanne Verchant le 17 mai 1568[3].
      - André de Falguerolles, avocat à la Chambre de l'Édit
        - Suzanne de Falguerolles épouse Jean Dacier.
          - André Dacier (1651-1722), membre de l'Académie française épouse Anne Dacier (1645-1720). Pour fuir la dragonnade de Castres, le couple est l'instigateur de la conversion de Castres au catholicisme le 20 septembre 1685.

        - Jeanne de Falguerolles ( -1718) épouse son cousin Guillaume II de Falguerolles.

      - Guillaume Ier de Falguerolles (1585-1654). Il épouse Élisabeth Marbault (fille d'un conseiller-secrétaire du roi) le 11 avril 1630 à Paris.
        - Blanche de Falguerolles (1632) épouse Salomon de Faure. Après la révocation de l'édit de Nantes en 1685, le couple est l'un de ceux dont le mari abjure pour conserver son office, tandis que la femme refuse la conversion[4].
        - Magdeleine de Falguerolles (1638) épouse Jacques de Lacger. Ce couple est également l'un de ceux dont le mari abjre et dont la femme refuse la conversion[4].
        - Guillaume II de Falguerolles (1633- ), avocat. Il épouse sa cousine Jeanne de Falguerolles.
          - Louis de Falguerolles[5] (? - 1711), seigneur de Maurens (probablement Maurens ou Maurens-Scopont). Il épouse Jeanne Leroi de la Fabrie en 1708.
            - Geoffroi Louis de Falguerolles (18 janvier 1712 - 15 juin 1793), seigneur de Gandels, il hérite aussi du château de la Devèze par son mariage. Il épouse Louise de Rotolp, le 18 novembre 1737.
              - Jean Louis de Falguerolles (1752 - 1826), seigneur de Roumens, émigré à la Révolution.
              - François Louis de Falguerolles (1er décembre 1746 - 26 décembre 1814), épouse Anne Marie Léonard de la Tour en 1776.
                - François Ernest de Falguerolles (1786-1847), maire de Burlats, député du Tarn mort sans descendance ;
                - Henry Amédée de Falguerolles (29 mai 1783 - 1849), qui épouse Flavie de Vialatte de Pémille en 1808.
                  - Alfred de Falguerolles (1809-1871) épouse en 1838 Louise d'Amboix de Larbont (sœur du général Denis Henri Alfred d'Amboix de Larbont) ;
                    - Ernest de Falguerolles (1839-1897), maire de Lempaut (1870-1897), conseiller général du canton de Puylaurens. Il épouse Marthe de Védrines.
                      - Guillaume de Falguerolles (1881-1953), capitaine au centre mobilisateur de cavalerie n°16, chevalier de l'ordre national de la Légion d'honneur. Il épouse Madeleine Chaber.

## Pour approfondir